# Game Boy Player
El Game Boy Player es un periférico hecho por Nintendo para la videoconsola Nintendo GameCube que permite jugar juegos de Game Boy, Game Boy Color, o Game Boy Advance en el televisor.

## Funcionamiento
Este aparato se conecta al puerto serie de alta velocidad de la GameCube. Este puerto está situado debajo de la misma, así que al conectarlo y fijarlo (lleva dos tornillos), resulta en un incremento de la altura del conjunto. Para que la consola comience a ejecutar los juegos es necesario que tenga introducido el disco de arranque que se incluye.
La arquitectura del sistema es la misma que la que lleva en su interior la Game Boy Advance, con la diferencia de que no incluye pantalla ni alimentación.
El Game Boy Player incorpora una palanca para la extracción segura de los cartuchos que se introduzcan, y el mismo puerto de conexión que también incluye la Game Boy Advance para jugar partidas multijugador, ya sea con el cable link o con el adaptador inalámbrico. Como añadido respecto a la consola portátil, se puede añadir un tiempo máximo de juego desde el menú del dispositivo (de entre 1 y 60 minutos) para que se apague solo al llegar al tiempo establecido. Desde este menú del Game Boy Player es posible también cambiar el marco de la pantalla, modificar el contraste de la imagen, y cortar la conexión con el cartucho, para poder cambiarlo sin necesidad de apagar la consola.
Se comercializó en varios colores dependiendo del territorio. En Japón pudo encontrarse de color morado, negro, naranja y plateado. En Australia en morado y negro, y en Norteamérica y Europa, sólo en color negro.
Al contrario que la mayoría de accesorios de Gamecube, el Game Boy Player no es compatible con la videoconsola Wii, ya que ésta no incluye un puerto de alta velocidad como la anterior y no es posible conectarlo.

## Antecedentes

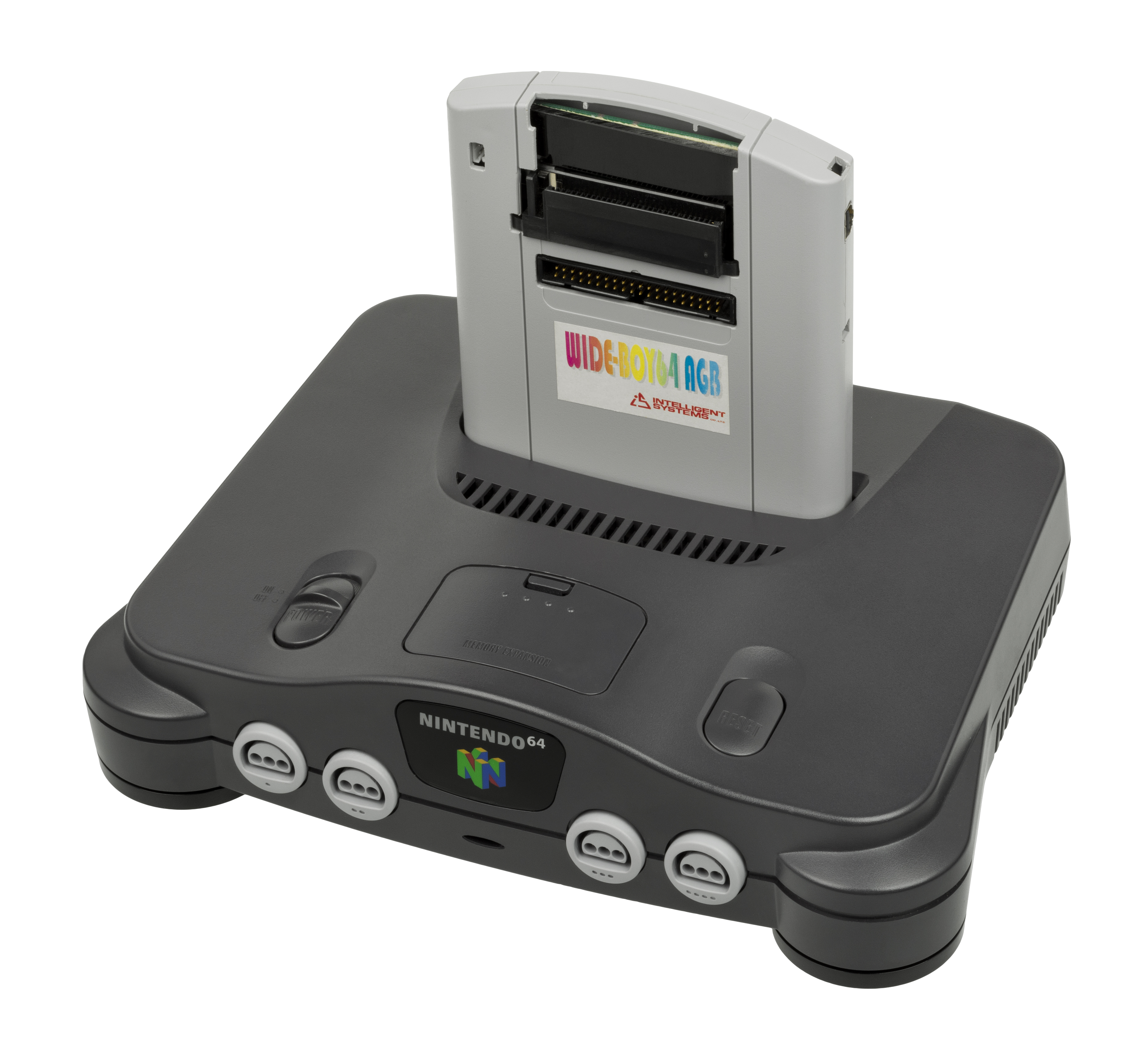
Antes del Game Boy Player, el socio de Nintendo, Intelligent Systems, fabricó el Wide Boy 64 AGB, un adaptador de Game Boy Color que funcionó a través de un N64.

Existe un caso similar al que nos ocupa dentro de la historia de las consolas de sobremesa de Nintendo, y es el del Super Game Boy, que permitía jugar a juegos de la Game Boy original en la SNES.
Los cartuchos de Game Boy y Game Boy Color pudieron conectarse también al controlador de la Nintendo 64 gracias a un adaptador, el Transfer Pak, aunque no servía para jugarlos en el televisor, sino sólo para intercambiar información entre los juegos e incluir nuevas opciones en estos.
El caso más reciente de compatibilidad con los cartuchos de Game Boy Advance puede encontrarse en la Nintendo DS, en el que además del Slot 1, que es en el que se conectan las tarjetas de juego de Nintendo DS, puede encontrarse el Slot 2, que no es otro que el puerto de cartuchos de GBA. Este puerto se utiliza también para introducir cartuchos que aumenten la experiencia de juego de las tarjetas de Nintendo DS, tales como cartuchos de vibración o expansiones de memoria. El caso más conocido es la retrocompatiblidad de los juegos de Pokémon de 3.ª generación y los juegos de Pokémon de la 4.ª Generación.

## Controles
Para jugar a los juegos de GBA en el Game Boy Player se utiliza el mando de la Gamecube, conectado al primer puerto de mandos de ésta, aunque también puede utilizarse una Game Boy Advance, conectado a este mismo puerto junto con el cable link correspondiente. Con esta segunda opción, el control es idéntico al original, pero con el mando de Gamecube hay pequeñas peculiaridades:
- Ciertos juegos, como Mario & Luigi: Superstar Saga, Super Mario Advance 4: Super Mario Bros. 3 o Pokémon Pinball: Rubí y Zafiro, pueden hacer uso de la vibración del mando de Gamecube, que no está disponible si se juega en el sistema original.
- El control puede configurarse desde el menú para usar los gatillos L y R de GBA con los gatillos L y R del mando de Gamecube, o con los botones X e Y del mismo, además de que el stick analógico C pueda usarse también como controlador de dirección.
- Algunas compañías externas como Hori han comercializado mandos para Gamecube con botones similares a las consolas clásicas como la SNES o la Game Boy Advance, que hacen más cómodo el juego con el Game Boy Player y con algunos juegos de Gamecube que no hagan uso de sticks analógicos como el Mega Man Anniversary Collection de Capcom.

## Compatibilidad

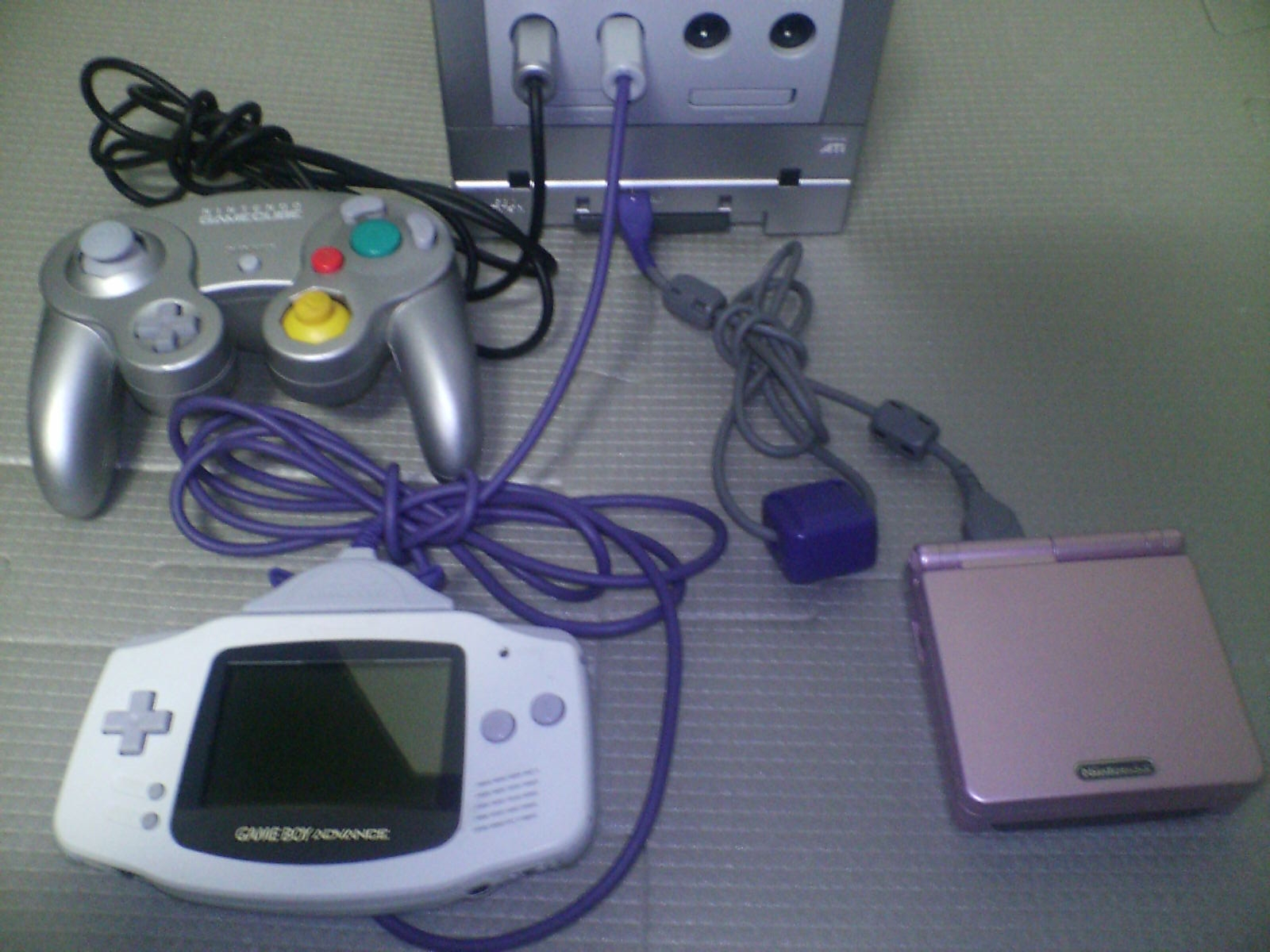
Ejemplo del uso de un Game Boy Player: Control y GBA son equivalentes, GBA SP actúa como otro jugador.

Este sistema es compatible con los juegos de Game Boy, Game Boy Color y Game Boy Advance. No obstante, se sabe de tres juegos de éstos sistemas con los que se hace imposible jugar en el Game Boy Player debido a que incluyen sistemas de vibración o de detección de movimiento en el propio cartucho. Estos son el Kirby Tilt 'n' Tumble de GBC, el WarioWare: Twisted! de GBA y el Yoshi's Universal Gravitation de GBA. De estos tres juegos, tan solo este último ha llegado al territorio europeo, tampoco es compatible con cartuchos que son Game Boy Advance Video.
El Game Boy Player es compatible también con el dispositivo e-Reader, con el que se pueden leer códigos de ciertas cartas comercializadas por Nintendo y añadir opciones a algunos juegos de GBA.